# Stora Alvaret
Stora Alvaret este o arie protejată (arie specială de conservare — SAC, sit de importanță comunitară — SCI, arie de protecție specială avifaunistică — SPA) din Suedia întinsă pe o suprafață de 25.885,4 ha, integral pe uscat.

## Localizare
Centrul sitului Stora Alvaret este situat la coordonatele 56°27′53″N 16°30′06″E / 56.4647°N 16.5016°E.

## Înființare
Situl Stora Alvaret a fost declarat sit de importanță comunitară în iulie 2000 pentru a proteja 5 specii de plante și 12 specii de animale. Alte tipuri de protecție:
- arie de protecție specială avifaunistică (în iulie 2000)[2]
- arie specială de conservare (în martie 2011)[1][3][4]

## Biodiversitate
Situată în ecoregiunea continentală, aria protejată conține 9 habitate naturale: Lespezi calcaroase, Pajiști carstice calcaroase sau bazofile, de Alysso-Sedion albi, Mlaștini calcaroase cu Cladium mariscus și specii de Caricion davallianae, Pajiști uscate seminaturale și facies de acoperire cu tufișuri pe substraturi calcaroase (Festuco-Brometalia) (* situri importante pentru orhidee), Fânețe de joasă altitudine (Alopecurus pratensis, Sanguisorba officinalis), Mlaștini alcaline, Alvar nordic și șisturi calcaroase precambriene, Pajiști cu Molinia pe soluri calcaroase, turboase sau argilos-nămoloase (Molinion caeruleae), Ape puternic oligomezotrofe cu vegetație bentonică cu Chara spp..
La baza desemnării sitului se află mai multe specii protejate:
- plante (5): Artemisia oelandica, Encalypta mutica, Senecio jacobaea subsp. gotlandicus, Sisymbrium supinum, Tortella rigens
- păsări (9): caprimulg (Caprimulgus europaeus), chirighiță neagră (Chlidonias niger), șoim de iarnă (Falco columbarius), cocor (Grus grus), sfrâncioc roșiatic (Lanius collurio), bătăuș (Philomachus pugnax), ploier auriu (Pluvialis apricaria), corcodel-urechiat (Podiceps auritus), silvie porumbacă (Sylvia nisoria)
- amfibieni (1): triton cu creastă (Triturus cristatus)
- nevertebrate (2): fluturele auriu (Euphydryas aurinia), Vertigo angustior